# Martînivka, Bar
Martînivka (în ucraineană Мартинівка) este un sat în comuna Kuzmînți din raionul Bar, regiunea Vinnița, Ucraina.

## Demografie
Componența lingvistică a localității Martînivka
     Ucraineană (99,48%)
     Alte limbi (0,52%)
Conform recensământului din 2001, majoritatea populației localității Martînivka era vorbitoare de ucraineană (99,48%), existând în minoritate și vorbitori de alte limbi.